# Gran Premio motociclistico di Jugoslavia 1972
Il Gran Premio motociclistico di Jugoslavia fu il sesto appuntamento del motomondiale 1972.
Si svolse il 18 giugno 1972 presso il Circuito di Abbazia alla presenza di oltre 50.000 spettatori. Corsero tutte le categorie, meno i sidecar, con la partecipazione di un centinaio di corridori provenienti da 23 nazioni.
Doppio ritiro per Giacomo Agostini in 350 e 500 a causa di problemi meccanici. La gara della mezzo litro fu vinta da Alberto Pagani sulla seconda MV Agusta, mentre in 350 (gara che vide ritirati oltre ad Agostini anche Gould, Pasolini e Saarinen) la vittoria andò al privato ungherese János Drapál.
La gara della 250 fu vinta da Pasolini; ritirato Saarinen.
In 125 vinse Kent Andersson, approfittando del ritiro di Ángel Nieto per un guasto al motore.
Nieto fu secondo in 50, gara vinta da Jan Bruins che approfittò del ritiro del connazionale Jan de Vries per noie meccaniche.

## Classe 500

### Arrivati al traguardo
| Pos. | Pilota           | Moto      | Tempo        | Punti |
| ---- | ---------------- | --------- | ------------ | ----- |
| 1    | Alberto Pagani   | MV Agusta | 1h 14' 21" 6 | 15    |
| 2    | Chas Mortimer    | Yamaha    | +1' 42" 6    | 12    |
| 3    | Paul Eickelberg  | König     | +1' 49" 7    | 10    |
| 4    | Guido Mandracci  | Suzuki    | +1 giro      | 8     |
| 5    | Bosse Granath    | Husqvarna | +1 giro      | 6     |
| 6    | Charlie Dobson   | Kawasaki  | +1 giro      | 5     |
| 7    | Gianpiero Zubani | Kawasaki  | +1 giro      | 4     |
| 8    | Sergio Baroncini | Ducati    | +1 giro      | 3     |
| 9    | Jerry Lancaster  | Yamaha    | +1 giro      | 2     |
| 10   | Roberto Gallina  | Paton     | +1 giro      | 1     |
| 11   | Terry Dennehy    | Honda     |              |       |
| 12   | Gustavo Cerdeña  | Suzuki    |              |       |
| 13   | Jean Campiche    | LinTo     |              |       |

### Ritirati
| Pilota               | Moto        | Motivo ritiro   |
| -------------------- | ----------- | --------------- |
| Sven-Olof Gunnarsson | Kawasaki    |                 |
| Jack Findlay         | JADA-Suzuki |                 |
| Bruno Kneubühler     | Yamaha      |                 |
| Maurice Hawthorne    | Kawasaki    |                 |
| Billie Nelson        | Yamaha      |                 |
| Kai Kuparinen        | Suzuki      |                 |
| Rob Bron             | Suzuki      |                 |
| Giacomo Agostini     | MV Agusta   | noie meccaniche |
| Eric Offenstadt      | Kawasaki    |                 |
| Keith Turner         | Suzuki      |                 |

## Classe 350

### Arrivati al traguardo
| Pos | Pilota            | Moto      | Tempo        | Punti |
| --- | ----------------- | --------- | ------------ | ----- |
| 1   | János Drapál      | Yamaha    | 1h 08' 12" 7 | 15    |
| 2   | Dieter Braun      | Yamaha    | +14"         | 12    |
| 3   | Phil Read         | MV Agusta | +1' 40" 7    | 10    |
| 4   | Hideo Kanaya      | Yamaha    | +2' 29" 9    | 8     |
| 5   | Bruno Kneubühler  | Yamaha    |              | 6     |
| 6   | Matti Salonen     | Yamaha    |              | 5     |
| 7   | František Srna    | Jawa      |              | 4     |
| 8   | Billie Nelson     | Yamaha    |              | 3     |
| 9   | Maurice Hawthorne | Yamaha    |              | 2     |
| 10  | Jean Campiche     | Yamaha    |              | 1     |

## Classe 250

### Arrivati al traguardo
| Pos | Pilota          | Moto      | Tempo        | Punti |
| --- | --------------- | --------- | ------------ | ----- |
| 1   | Renzo Pasolini  | Aermacchi | 1h 02' 11" 4 | 15    |
| 2   | Rodney Gould    | Yamaha    | +27" 2       | 12    |
| 3   | Kent Andersson  | Yamaha    | +27" 5       | 10    |
| 4   | John Dodds      | Yamaha    |              | 8     |
| 5   | János Drapál    | Yamaha    |              | 6     |
| 6   | Günter Fischer  | Yamaha    |              | 5     |
| 7   | Marcel Ankoné   | Yamsel    |              | 4     |
| 8   | Jerry Lancaster | Yamsel    |              | 3     |
| 9   | Giovanni Proni  | Yamaha    |              | 2     |
| 10  | Géza Repitz     | MZ        |              | 1     |

## Classe 125

### Arrivati al traguardo
| Pos | Pilota             | Moto   | Tempo     | Punti |
| --- | ------------------ | ------ | --------- | ----- |
| 1   | Kent Andersson     | Yamaha | 53' 39" 8 | 15    |
| 2   | Chas Mortimer      | Yamaha | +42" 6    | 12    |
| 3   | Harald Bartol      | Suzuki | +54" 9    | 10    |
| 4   | Eugenio Lazzarini  | Maico  | +1' 09" 3 | 8     |
| 5   | Bernd Köhler       | MZ     | +1' 09" 5 | 6     |
| 6   | Matti Salonen      | Yamaha |           | 5     |
| 7   | Ryszard Mankiewicz | MZ     |           | 4     |
| 8   | Rolf Minhoff       | Maico  |           | 3     |
| 9   | Béla Godany        | MZ     |           | 2     |
| 10  | Børge Nielsen      | Maico  |           | 1     |

## Classe 50

### Arrivati al traguardo
| Pos | Pilota              | Moto     | Tempo     | Punti |
| --- | ------------------- | -------- | --------- | ----- |
| 1   | Jan Bruins          | Kreidler | 44' 28" 8 | 15    |
| 2   | Ángel Nieto         | Derbi    | +25" 2    | 12    |
| 3   | Otello Buscherini   | Malanca  | +30" 9    | 10    |
| 4   | Kurt-Ivan Carlsson  | Monark   | +52"      | 8     |
| 5   | Adrijan Bernetič    | Tomos    | +1' 23" 3 | 6     |
| 6   | Boja Mikloš         | Tomos    |           | 5     |
| 7   | Jérôme van Haeltert | Kreidler |           | 4     |
| 8   | Albert Bertholet    | Kreidler |           | 3     |
| 9   | Petar Seljak        | Tomos    |           | 2     |
| 10  | Hans Kroismayr      | Kreidler |           | 1     |